# Chiesa di San Giovanni Battista (Cavaion Veronese)
La chiesa di San Giovanni Battista è la parrocchiale di Cavaion Veronese in provincia di Verona. Fa parte della Vicariato di Caprino e risale probabilmente al XIII secolo.

## Storia
Sul sito esisteva, sin dall'XI secolo, una piccola chiesa romanica ma il primo riferimento esplicito all'edificio sacro di Cavaion risale al 1224 ed è contenuto in un documento che venne redatto nel monastero di San Zeno. Il territorio apparteneva al Feudo Zenoniano, cioè all'insieme delle proprietà terriere che facevano riferimento al monastero e dal punto di vista ecclesiastico era legato alla pieve di Sant'Andrea di Cisano.

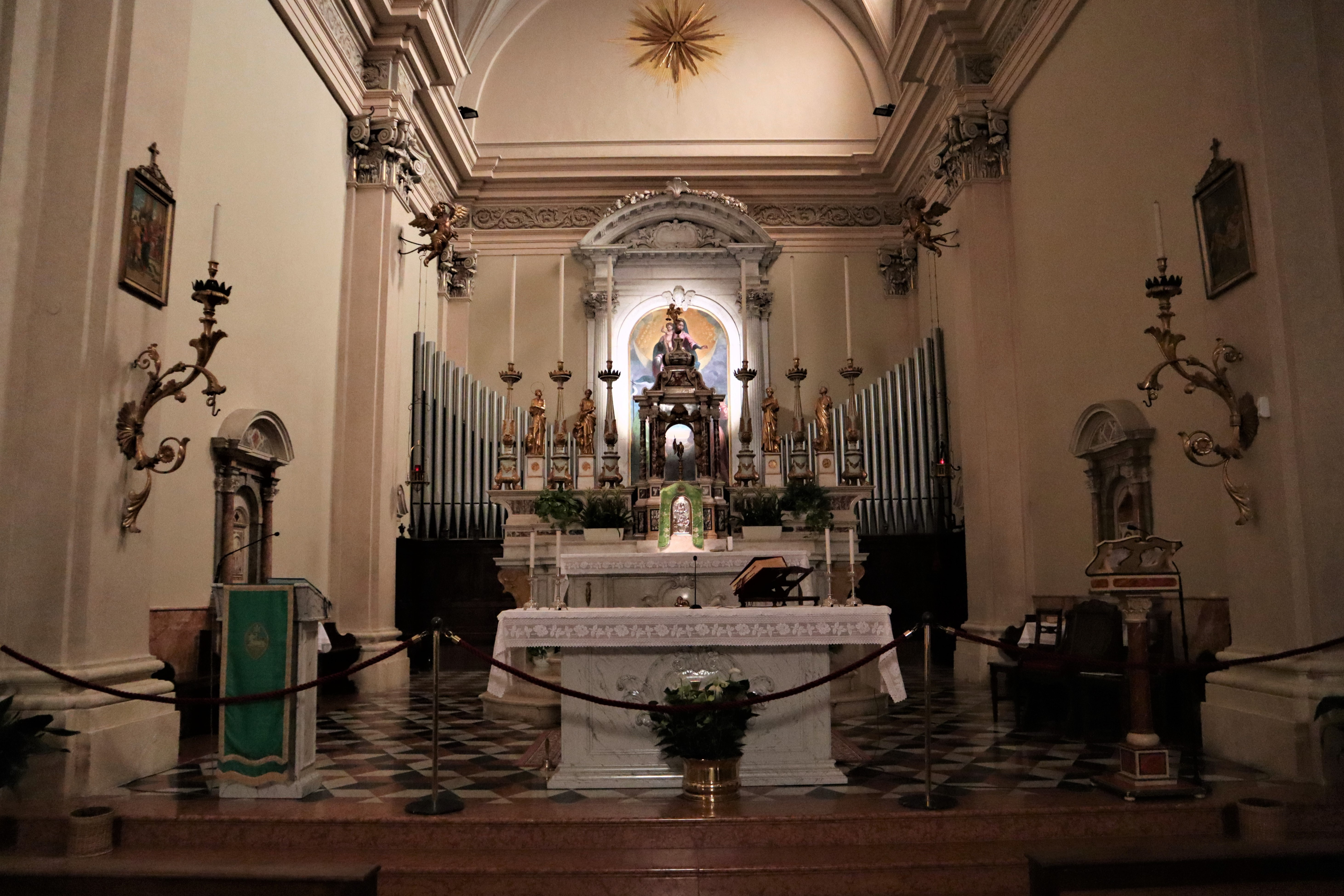
Altar maggiore.

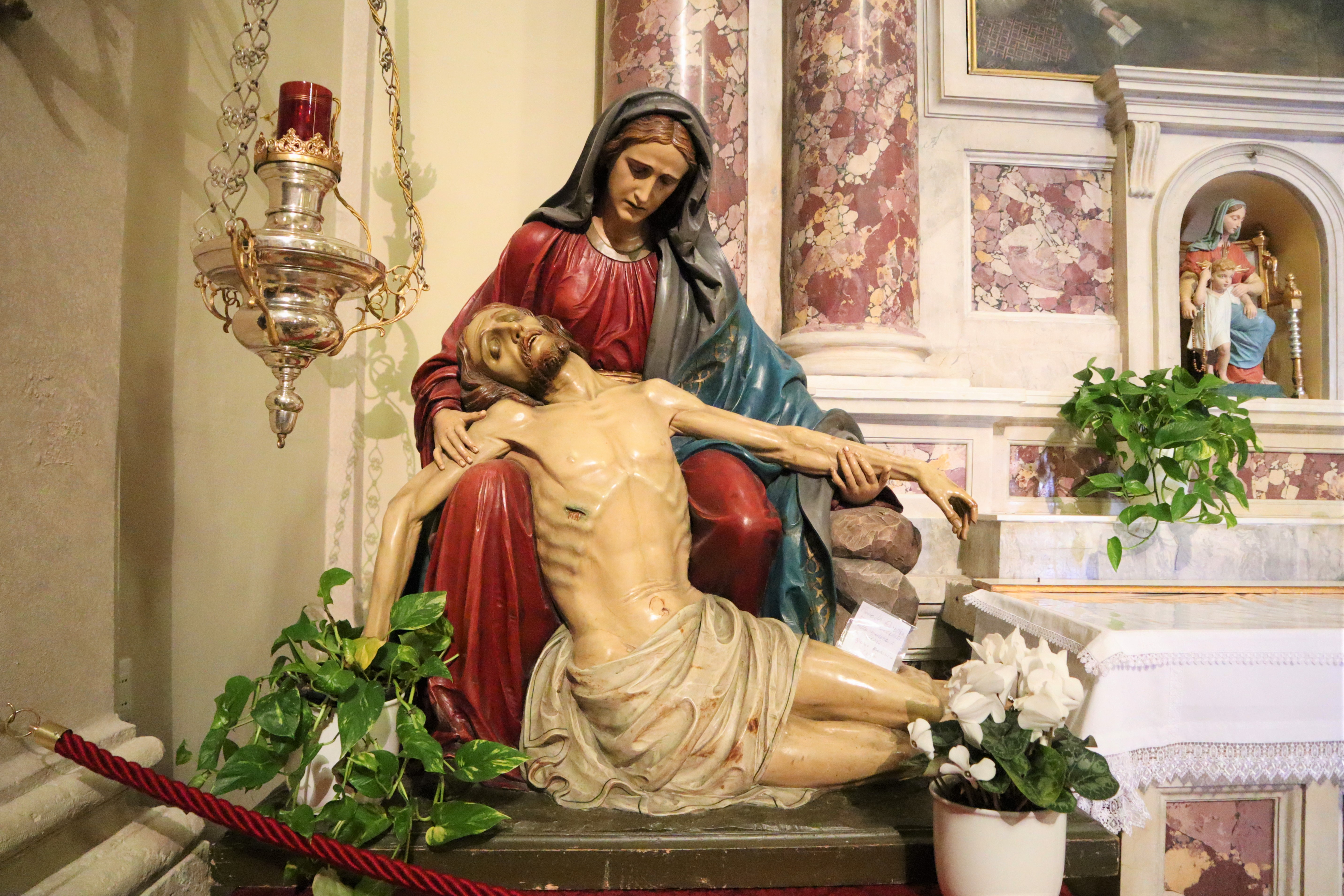
Pietà, scultura lignea dipinta di scuola gardenese.

Attorno alla metà del XV secolo la chiesa venne ampliata e, dal 1460, vi risiedette un rettore.
Ottenne dignità parrocchiale nel 1585 ed ebbe così autonomia dalla pieve di Sant'Andrea. Un ulteriore ampliamento venne realizzato nel corso della prima metà del XVII secolo e la zona presbiteriale raggiunse le dimensioni che ci sono pervenute. Il campanile venne sopraelevato circa un secolo dopo, nel 1749.
Tra il 1812 e il 1830 fu realizzato l'ultimo ampliamento significativo dell'edificio e vennero demolite alcune parti della struttura primitiva. I lavori portarono ad un allungamento eccessivo della navata e questo costrinse a ripensare al posizionamento della facciata, per non costruirla troppo addossata alla strada che porta alla piccola frazione di Incaffi. Il prospetto principale venne quindi eretto sulla precedente fiancata, quella esposta a sud ed affacciata sulla piazza che offre un ampio panorama della pianura sottostante. Sul lato est fu eretto l'oratorio che in seguito venne utilizzato a scopo ricreativo per le attività della comunità e della parrocchia.
Negli anni cinquanta venne rifatta la pavimentazione della sala, nel 2005 fu restaurata la copertura e negli anni tra il 2013 e il 2016 la struttura fu oggetto di restauro conservativo con opere di consolidamento.

## Descrizione
La facciata è in stile neoclassico, con orientamento verso sud, e riporta la scritta D.O.M. IN HONOREM SAN JOANNIS BAPTISTAE. L'interno è a navata unica e, oltre all'altar maggiore, ha quattro altari laterali.
L'altar maggiore è in marmo policromo e la pala contiene l'immagine della  Madonna con Bambino e Santi Giovanni Battista e Bartolomeo. L'attribuzione è incerta, e si potrebbe trattare di Antonio Badile o di Dionisio Battaglia.
Interessante risulta l'altare della Madonna del Carmine, dell'inizio del XIX secolo, che è preceduto dalla grande scultura lignea dipinta raffigurante la Pietà, di scuola gardenese.